# Loma Hermosa
Loma Hermosa es una localidad perteneciente al partido de Tres de Febrero y al partido de General San Martín en la provincia de Buenos Aires, Argentina. Se ubica en la Zona Oeste del Gran Buenos Aires.

### Ubicación
Sus límites son: Ruta Provincial 8, por el sureste, Av. Triunvirato por el suroeste, la Ruta Provincial 4 por el este, la Au. del Buen Ayre por el oeste y la Av. 9 de Julio por el noreste.
Se encuentra rodeada por las localidades de Martín Coronado, Pablo Podestá, Remedios de Escalada, Once de Septiembre, Churruca, El Libertador en el partido de Tres de Febrero, y por las localidades sanmartinenses de José León Suárez, Villa Ballester y Billinghurst, además de que comparte la Au. del Buen Ayre con la localidad de Campo de Mayo del partido de San Miguel.

## Historia
Las localidades que están ubicadas entre el actual Ruta Provincial 4 (Camino de Cintura, en Loma Hermosa denominada como Av. Márquez) y el Reconquista, tienen una trayectoria histórica similar y común, por eso el relato conjunto.
Propietarios de estas tierras fueron hacia fines del siglo pasado el Dr. José M. Bosch (El Libertador y parte de Loma Hermosa), José F. Piaggio y Pablo Marengo (el resto de Loma Hermosa y Churruca), Mariana Beubner de Kratzenstein (Parte norte de Pablo Podestá, parte de Remedios de Escalada y todo Once de Septiembre) y Leonardo Pereyra (resto en la parte sur de P. Podestá y Remedios de Escalada).
La familia Bosch ocupó estas tierras en 1871. Como consecuencia de la 
epidemia de fiebre amarilla en 1871 que diezmó la población de Buenos Aires, fueron muchos los residentes de la capital que decidieron trasladarse a lugares más despoblados a fin de evitar contraer el mortal flagelo. Hacia la década de 1920 eran propietarios de las tierras en cuestión los hermanos Rafael y Benito del Corazón de Jesús Bosch y Miguens. No existía la actual Ruta 8 cuya habilitación llegó en 1938; en tanto la actual Av. Márquez (Camino de Cintura) fue de tierra hasta 1937, año en que se dio inicio a su pavimentación.
En 1937 la firma Inmobiliaria "Bravo, Barros y Cía" procedió a efectuar el primer loteo de la zona, adjudicándose solares-quintas con una superficie mínima de 5000 metros cuadrados por parcela. Este primer loteo comprendió el radio formado por las actuales calles Av. Márquez, Gabino Ezeiza, Ruta 8 y Triunvirato, paraje que se conocía por entonces como Ampliación Villa Bosch. Entre los primeros adquirentes podemos mencionar a José y Francisco Mazza, Juan y José Farina, la familia Pelliza, Bernardo Metzig, la familia Traverso, Aurelio Montanelli, Tito Calisti, Martín Peschel, José Morganti, Santos Chiesa, Miguel Cánepa, Francisco Maresca, Julio Bonfanti, José Natale, Rigoberto Blanco, Alberto Mora, Francisco Arduino y Hérnan Boley. Este fraccionamiento permitió la radicación de los primeros vecinos. Para entonces la zona carecía de luz, teléfonos, escuelas, medios de transporte, etc.
La zona, gracias a los dos tambos, uno propiedad de don Pablo Razeto y otro conocido como "Chubero" de los hermanos Lartirigoyen, continuó siendo un importante centro productor lechero y de hortalizas sirviendo para abastecer el consumo de Capital Federal y San Martín. El 22 de marzo de 1942, en el domicilio del Ingeniero Aurelio Montanelli—actual Av. Márquez y Santa Rita—cuyo chalet aún se mantiene adquirido por la empresa Danager S.A. se reunió un grupo de vecinos a los efectos de constituir una Sociedad de Fomento y Cooperativa Policial, para bregar por el mejoramiento del lugar. Asistieron a la reunión los vecinos Boley propietarios de la quinta que actualmente ocupa el Colegio Ntra. Sra. de Lourdes y titular del único teléfono que por entonces había en ese lugar, Tito Calisti, Montanelli, A. Cilander, Billy Sand, Carlos Perrando, Melecio Garcés, Santos Chiesa, F. Maresca, J. Morganti, J. Bonfanti, J. Natale, M. Peschel, Federico Devini, R.M. de Torres, Juan Mazza, A. Peschel, Pedro de la Role y Rigoberto Blanco; de una reunión surgió la primera Comisión Directiva, la que fue presidida por el Ing. Aurelio Montanelli, acompañándolo como secretaria la Sra. R.M. de Torres y como tesorero Martín Peschel, sin olvidar a la familia Kalish.
En el predio que ocupa la Comisaría 5.ª tuvo su sede esta Institución, la que con el correr del tiempo se desdoblaría, pasando la Sociedad de Fomento a ocuparse de los quehaceres de la flamante comunidad, quedando la Cooperadora Policial encargada de velar por la seguridad y vigilancia de la zona. Paralelamente, comenzó a circular la primera línea de transporte, la N.º 7 actual 176. Así fue desapareciendo la población de casas-quintas, limitada al exterior por su cerco de ligustrinas, que lucían hermosos y cuidados parques con plantas y flores, para dar paso a los fraccionamientos en pequeños lotes destinados a viviendas permanentes y a la radicación de las primeras industrias.
El 8 de julio de 1945, en la esquina de Av. Márquez y San Guillermo se inauguró el edificio donde funcionaría el Destacamento Policial, siendo el primer representante de este organismo el agente Peralta, quien desde hacía dos años venía ejerciendo la vigilancia de la zona, mientras ocupaba con su flia la casa del quintero en la propiedad del Ing. Montanelli. La primera escuela primaria (actual N.º38) estaba en los terrenos donados por los Sres. Juan y José Farina, ubicados en la calle Río Salado y Mansilla. Por entonces los primeros comercios se incorporan al quehacer de la naciente villa. Diagramadas las primeras condiciones habitacionales las distintas localidades fueron creciendo en medio de problemas que los mismos pobladores debieron resolver. Esto llevó a la creación de Sociedades de Fomento para solucionar los problemas.
En la actualidad, muchos de sus habitantes trabajan en las empresas radicadas en la zona, las que se han desarrollado en modernas construcciones. En el año 1991 existía en la sumatoria de las 6 localidades 708 establecimientos industriales y 1843 comercios minoristas. Según el censo de ese año contaban con algo más de 65 000 pobladores.
El rápido desarrollo de la población hizo que los medios de transporte aumentarán su presencia en la zona; hoy circulan por la localidad las siguientes líneas de colectivos: 176 (hasta el barrio de Chacarita de la Capital Federal- Escobar y Pilar);  la línea 57 (barrio de Palermo - Pilar - Luján); la línea 78 (Chacarita - Hospital Bocalandro); la línea 237 (Villa Ballester - Liniers), línea 310 (Est. San Martín - Bº UTA), línea 328 (Est. San Martín - Caseros - P. Podestá) y la línea 670 (Est. San Martín - Bº UTA)
Además por el camino de cintura circulan el 338 conocido como "la costera" (San Isidro-La Plata) y el 169 (hasta Av. Congreso y Av. Cabildo en los barrios de Núñez y Belgrano Capital Federal)
La cultura tiene su más antigua expresión en la biblioteca Gabriela Mistral, cuya sede se halla en Jonas Salk e Iguazú.
Sobre la parte de Loma Hermosa en General San Martín no se tiene tanta historia debido a que no fue guardada y no hay tanto registro de esta parte.
Los barrios de 8 de Mayo, 9 de Julio, Costa del Lago y Libertador eran pantanos y dejaron como rastro la "Laguna Libertador" a unos 100 metros del Camino Parque del Buen Ayre, es una laguna contaminada de color verdoso.
Los barrios de Costa Esperanza, el resto de Loma Hermosa, Remedios de Escalada y Barrio UTA eran campo, actualmente el barrio de Costa Esperanza es conocido por la delincuencia de esa zona y de las bandas narcotraficantes de la villa.
El Barrio Parque Suhr Horeis hace un siglo fue la cabecera de la estancia Bertolotti, emprendedor italiano, en la creación del Parque Da Vinci se desplegó por el barrio la arboleda típica de una estancia pampeana.
Después de Bertolotti, vino Arturo Suhr Horeis a vivir en el barrio, un alemán que diseño las calles del barrio al estilo cariló y de él viene el nombre del lugar, Suhr Horeis implemento varias especies botánicas al barrio, por tal motivo está prohibido el paso de transporte público en el interior del sitio.
En el año 1999 fue declarado paisaje protegido por el Senado de la Provincia de Buenos Aires.
En la actualidad por el interior de Loma Hermosa en General San Martín circulan las líneas 310 (Barrio UTA por Ruta 8) y los ramales azul, blanco, rojo y verde de la línea 670.
En el partido de Tres de Febrero en Loma Hermosa se ubica una terminal de Isleña Metropolitana en la calle Cuba y una fábrica cerrada de Metalpar en General Lavalle, la terminal de Isleña Metropolitana fue comprada a Metalpar por Micro Ómnibus General San Martín A.C cerca del año 2014. Después de que Metropol comprara las líneas 310 y 670 en el año 2016, la terminal pasaría a manos de Isleña Metropolitana.

## Geografía

### Estación meteorológica automática
Loma Hermosa, posee desde el 13 de abril de 2012 una estación meteorológica automática:
| Parámetros climáticos promedio de Loma Hermosa, BA | Parámetros climáticos promedio de Loma Hermosa, BA | Parámetros climáticos promedio de Loma Hermosa, BA | Parámetros climáticos promedio de Loma Hermosa, BA | Parámetros climáticos promedio de Loma Hermosa, BA | Parámetros climáticos promedio de Loma Hermosa, BA | Parámetros climáticos promedio de Loma Hermosa, BA | Parámetros climáticos promedio de Loma Hermosa, BA | Parámetros climáticos promedio de Loma Hermosa, BA | Parámetros climáticos promedio de Loma Hermosa, BA | Parámetros climáticos promedio de Loma Hermosa, BA | Parámetros climáticos promedio de Loma Hermosa, BA | Parámetros climáticos promedio de Loma Hermosa, BA | Parámetros climáticos promedio de Loma Hermosa, BA |
| Mes                                                | Ene.                                               | Feb.                                               | Mar.                                               | Abr.                                               | May.                                               | Jun.                                               | Jul.                                               | Ago.                                               | Sep.                                               | Oct.                                               | Nov.                                               | Dic.                                               | Anual                                              |
| -------------------------------------------------- | -------------------------------------------------- | -------------------------------------------------- | -------------------------------------------------- | -------------------------------------------------- | -------------------------------------------------- | -------------------------------------------------- | -------------------------------------------------- | -------------------------------------------------- | -------------------------------------------------- | -------------------------------------------------- | -------------------------------------------------- | -------------------------------------------------- | -------------------------------------------------- |
| Temp. máx. abs. (°C)                               | 39.7                                               | 39.3                                               | 37.5                                               | 35.8                                               | 30.4                                               | 27.6                                               | 27.8                                               | 34.2                                               | 34.3                                               | 34.7                                               | 36.0                                               | 38.1                                               | 39.7                                               |
| Temp. máx. media (°C)                              | 29.5                                               | 28.7                                               | 25.4                                               | 22.3                                               | 19.9                                               | 16.3                                               | 14.6                                               | 15.1                                               | 18.8                                               | 22.7                                               | 24.9                                               | 27.0                                               | 29.5                                               |
| Temp. media (°C)                                   | 23.6                                               | 23.0                                               | 19.9                                               | 16.9                                               | 14.4                                               | 10.8                                               | 9.6                                                | 10.5                                               | 13.6                                               | 16.6                                               | 19.2                                               | 21.4                                               | 16.6                                               |
| Temp. mín. media (°C)                              | 17.8                                               | 17.4                                               | 14.5                                               | 11.6                                               | 8.9                                                | 5.3                                                | 4.7                                                | 6.0                                                | 8.5                                                | 10.6                                               | 13.6                                               | 15.9                                               | 11.2                                               |
| Temp. mín. abs. (°C)                               | 4.6                                                | 1.9                                                | -1.7                                               | -4.8                                               | -4.9                                               | -6.3                                               | -7.2                                               | -5.4                                               | -4.5                                               | -3.9                                               | -0.3                                               | 1.8                                                | -7.2                                               |
| Precipitación total (mm)                           | 120.1                                              | 119.0                                              | 140.5                                              | 100.4                                              | 74.8                                               | 69.6                                               | 68.9                                               | 70.3                                               | 70.7                                               | 117.2                                              | 109.0                                              | 111.3                                              | 1171.8                                             |
| Nevadas (cm)                                       | 0                                                  | 0                                                  | 0                                                  | 0                                                  | 0                                                  | 0                                                  | 0                                                  | 0                                                  | 0                                                  | 0                                                  | 0                                                  | 0                                                  | 0                                                  |
| Días de precipitaciones (≥ )                       | 10                                                 | 10                                                 | 9                                                  | 9                                                  | 8                                                  | 6                                                  | 5                                                  | 7                                                  | 8                                                  | 9                                                  | 10                                                 | 9                                                  | 100                                                |
| Días de nevadas (≥ 0)                              | 0                                                  | 0                                                  | 0                                                  | 0                                                  | 0                                                  | 0                                                  | 0                                                  | 0                                                  | 0                                                  | 0                                                  | 0                                                  | 0                                                  | 0                                                  |
| Horas de sol                                       | 270                                                | 240                                                | 190                                                | 175                                                | 170                                                | 135                                                | 140                                                | 175                                                | 180                                                | 215                                                | 255                                                | 260                                                | 2405                                               |
| Humedad relativa (%)                               | 68                                                 | 67                                                 | 89                                                 | 83                                                 | 78                                                 | 75                                                 | 80                                                 | 81                                                 | 80                                                 | 79                                                 | 72                                                 | 70                                                 | 76.8                                               |
| Fuente: Servicio Meteorológico Nacional Argentino  |                                                    |                                                    |                                                    |                                                    |                                                    |                                                    |                                                    |                                                    |                                                    |                                                    |                                                    |                                                    |                                                    |

Estación meteorológica Loma Hermosa, Argentina. METAR: IBUENOSA94

### Históricas nevadas

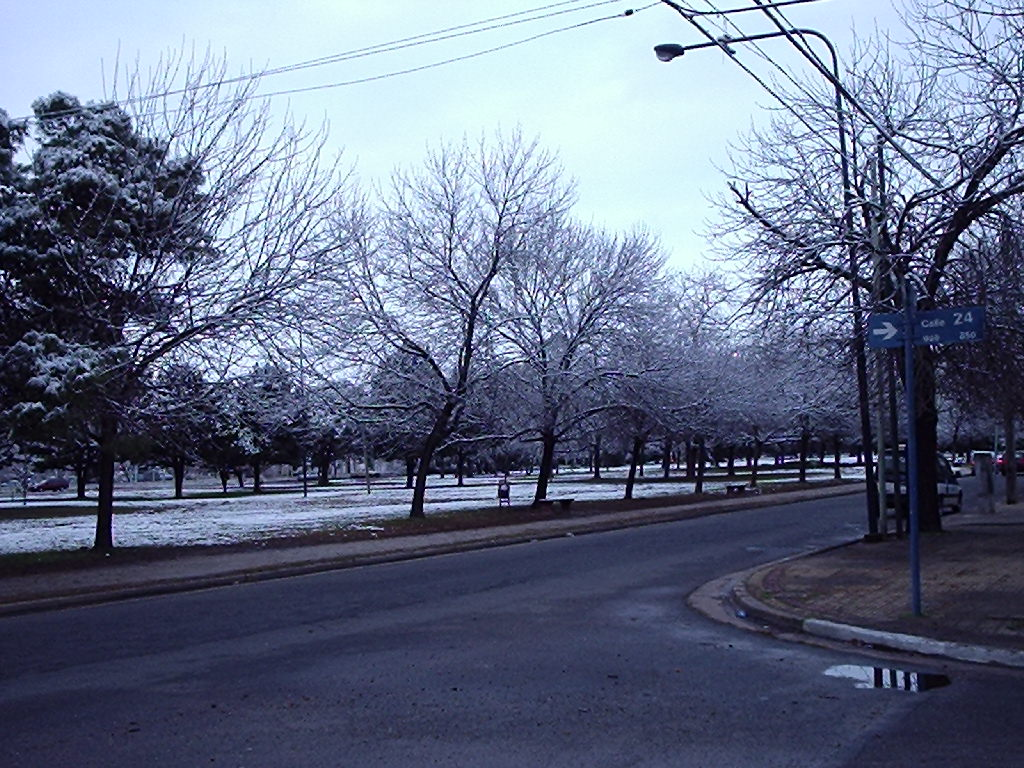
El 10 de julio de 2007, luego de una fuerte nevada.

En Loma Hermosa hay registros de 5 nevadas y 8 caídas de aguanieve desde 1916 al 2012: la primera se dio de manera nocturna, el 4 de julio de 1918, fue intensa con 2 dm de nieve, la segunda el 29 de julio de 1923, con 1 cm de nieve, la tercera fue en 1924, con menos de 1 cm de nieve, la cuarta el 24 de julio de 1967 con 2 cm de nieve, y la quinta fue el 9 de julio de 2007, con 2 cm de nieve. Cayó aguanieve en 1918-1923-1924-1926-1930-1946-1948-1967. Se registraron copos de nieve durante media hora el 6 de junio de 2012 por la mañana; en la tarde del mismo día también se registró un chaparrón de aguanieve.

### Población

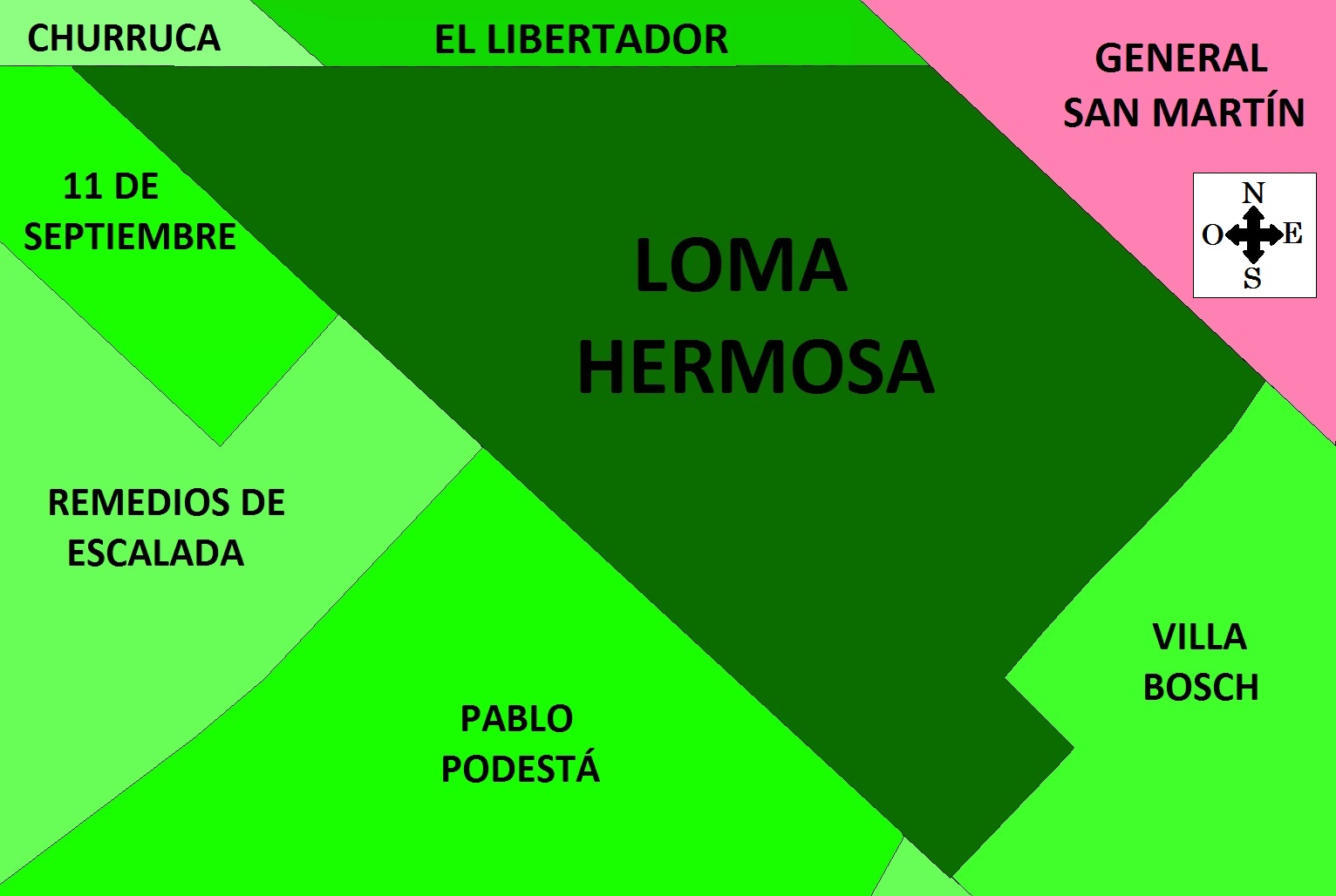
Mapa de la localidad de Loma Hermosa en la parte del partido de Tres de Febrero y sus localidades limítrofes.

Contaba con 18.387 habitantes, siendo la quinta población del partido de Tres de Febrero, y sexta población del partido de General San Martín.

### Límites
Limita en el suroeste con Churruca en la Av. Hugo del Carril y Hernán Cortés, con Once de Septiembre en la Av. Hugo del Carril y Remedios de Escalada también con la Av. Hugo del Carril.
Al sureste con Pablo Podestá en la Av. Hugo del Carril  y con Martín Coronado y Villa Bosch en la Av. Márquez.
En el este limita con Billinghurst en la Av. Brigadier Juan Manuel de Rosas en el oeste, también con Villa Ballester en la Av. Brigadier Juan Manuel de Rosas y al norte limita con José León Suárez en la Av. 9 de Julio y con Don Torcuato.
Al oeste limita con Campo de Mayo en el Río Reconquista

### Barrios
En la zona de General San Martín, Loma Hermosa cuenta con unos 8 Barrios:
- 8 de Mayo (ReNaBaP 4549)
- 9 de Julio (ReNaBaP 945)
- Costa del Lago (ReNaBaP 638)
- Costa Esperanza (ReNaBaP 625)
- Libertador
- Remedios de Escalada
- Suhr Horeis
- UTA

Actualmente en el partido de Tres de Febrero la municipalidad trata a Loma Hermosa como un barrio.

## Personas destacadas
- Cristian Villagrán: tenista ranking 1274 del circuito oficial ATP[7]
- Lucas Viatri, jugador de Boca Juniors.
- Cristian Milla, jugador de fútbol, actualmente en Arsenal de Sarandí.
- Raúl Martina, jugador de fútbol, fallecido. Campeón nacional en 1959 con San Lorenzo de Almagro. Vivió en Loma Hermosa desde 1959, en la intersección de las calles Brasil y Pedro del Piero (barrio Remedios de Escalada en San Martín), en el conocido chalet denominado La Cigüeña, que aún se conserva.
- Lucas Romero, jugador de Club León.
- Maximiliano Romero, jugador de Vélez Sarfield
- El Demente, el ex-youtuber , actor y comediante es originario de esta localidad.
- Laura Franco "Panam", actriz y cantautora infantil.
- Leyli Nahid , bailarina, actriz, cantante, mánager de artistas, productora.
- Claudio Batalla, exjugador de fútbol Chacarita Juniors.Actualmente reside en Pablo Podestá.
- Roberto "el mono" Batalla, exjugador de fútbol Chacarita Juniors.

## Escuelas
- Inst. Sup. Nuestra Señora del Lujan del Buen Viaje (SM)
- Inst. Nuestra Señora del Lujan del Buen Viaje (SM)

- Escuela N.º37 (SM)
- ESB N° 2 (3dF)
- Nuestra Señora de Lourdes (3dF)
- Escuela Media N.º10 (3dF)
- Gabriela Mistral (3dF)
- Escuela N.º 34 GENERAL ISAAC de OLIVEIRA CEZAR  Loma Hermosa Fundador: José Grosso
- Escuela N.º36 (Barrio Churruca)
- Escuela N.º38 (3dF)
- Escuela N.º75 "John F.Kennedy" - Barrio UTA ( S.M.)
- Escuela N.º42
- Escuela N.º50
- Escuela N.º30 "Carlos J. Pellegrini" (3d
- Escuela Secundaria N.º 10
- Escuela media n.º 10

- Escuela EGB N°41 Francisco Antonio Rizzuto ( Pablo Podesta)

## Iglesias
- Parroquia N.S. De Lujan Del Buen Viaje
- Inmaculado Corazón de María (Loma Hermosa)

- Iglesia Adventista del 7.º Día (IASD) Puerto Argentino 982 Loma Hermosa
- Iglesia Cristiana Evangélica de Loma Hermosa (ICE Loma Hermosa, la más antigua de la localidad fundada en 1966, de tradición Metodista).

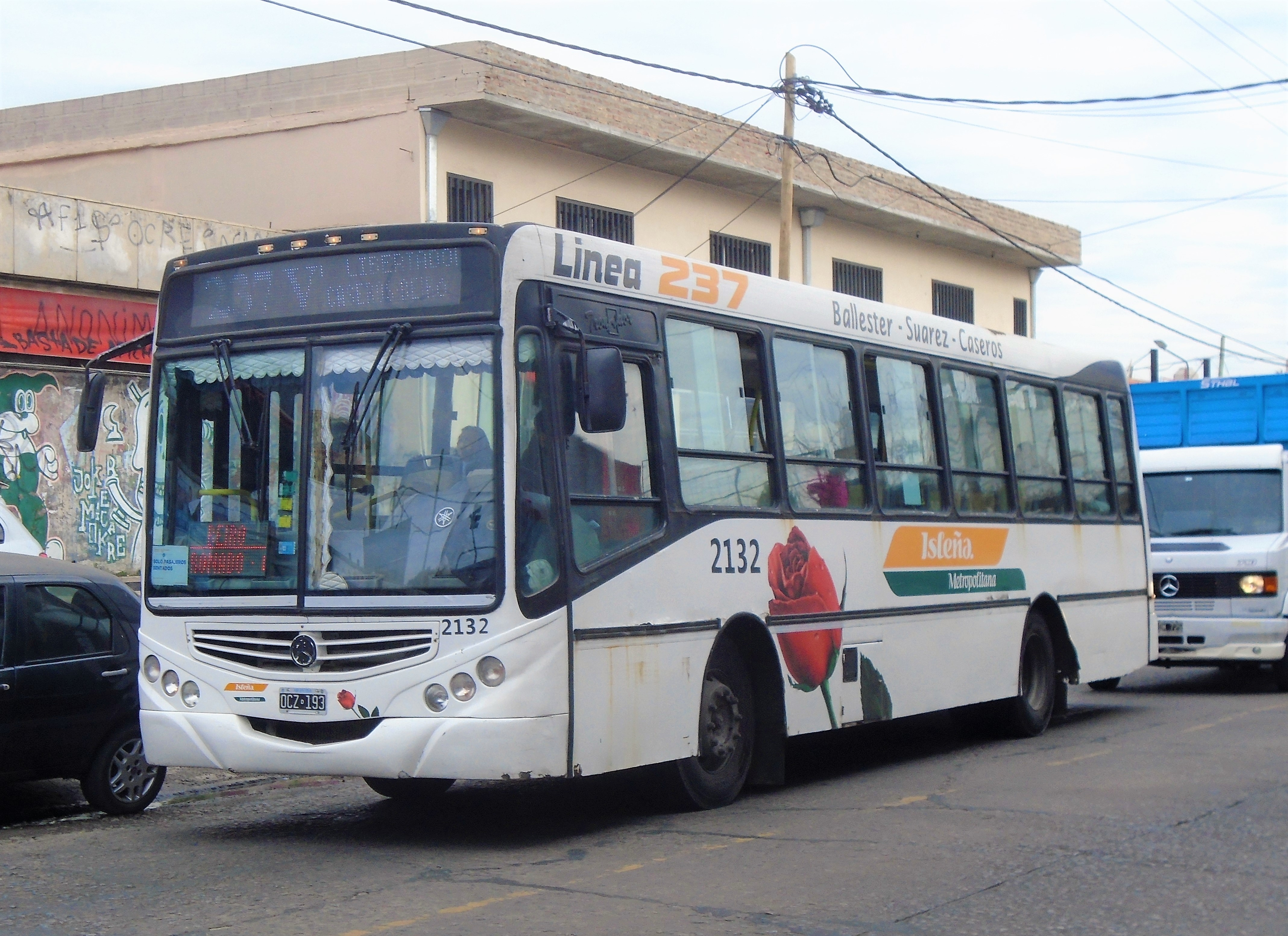
Colectivo de la línea 237, en cercanías de Loma Hermosa.

## Medios de transporte

### Líneas de colectivo
Línea 57 "Atlántida"
• B - Mercedes por Au. Cam. del Buen Ayre y Estación Moreno
• J - Estación Moreno por Au. Cam. del Buen Ayre
• K - Estación Moreno por Trujui
• M - Mercedes por Au. Cam. del Buen Ayre
Línea 78 (Los Constituyentes S.A.T - Grupo DOTA)
• C - Chacarita - Loma Hermosa
Línea 169 
• A - Villa Urquiza y Congreso de Tucumán por Pablo Podestá
• B - Villa Urquiza y Congreso de Tucumán por Martín Coronado
- Línea 176

- 237 A (Cartel Amarillo) - (Hurlingham -Villa Ballester.  W. C. Morris)
- 237 B (Cartel Rojo/Verde) - (Liniers por Caseros)
- 338 Por el camino de cintura (Ruta N.º4) el Expreso Transporte de Automotor La Plata S.A. (San Isidro-La Plata).
- 328 A (Cartel Rojo) - (Remedios de Escalada, Villa Bosch, San Martín)
- 328 B (Cartel Verde) - (Remedios de Escalada, Villa Bosch, San Martín)
- 328 B (Cartel Amarillo) - (Remedios de Escalada, Villa Bosch, Caseros)
- 328 C (Cartel Blanco) - (Remedios de Escalada, Villa Bosch, Caseros)
- 310 (Barrio Churruca/El Libertador - San Martín)
- 410 (Moreno - Cruce Castelar - General Paz)
- 429 (Pilar - General Paz)
- 670 Azul (Est. Suárez por Barrio 9 de Julio)
- 670 Blanco (Villa Lynch por Av. 9 de Julio)
- 670 Naranja (San Martín por 1° de agosto de 1806 - Villa Hidalgo)
- 670 Rojo (San Martín por Barrio Sarmiento)
- 670 Verde (San Martín por Est. Ballester)
- 670 Güemes (San Martín por Plaza Güemes)

### Metrobús
En 2017 empezó a funcionar el Metrobús Ruta 8 en Loma Hermosa, en el partido de Tres de Febrero, y hasta ahora se ha extendido hasta la parte de General San Martín.
Actualmente incluye las paradas Hugo del Carril, Gabino Ezeiza, 1.º de Mayo, KM 21, Hospital Bocalandro y Gral. Lavalle en Tres de Febrero y Las Gardenias y San Martín en General San Martín.

## Urgencias
- Destacamento de Bomberos Voluntarios de General San Martín N° 2 - Loma Hermosa Avenida 125 Eva Perón entre Rivadavia y San Martín - Tel: (011) 4848-2222
- Hospital Bocalandro
Av. Eva Perón (Ruta N.º 8) esq. Argentina - Tel:4841-0212/13/14
- Jefatura Departamental de Loma Hermosa Cría. Tres de Febrero 5.ª. "Eufrasio Alvarez"
Av. Márquez (Ruta N.º 4) y San Guillermo - Tel:(011)4512-7884/85/86/89

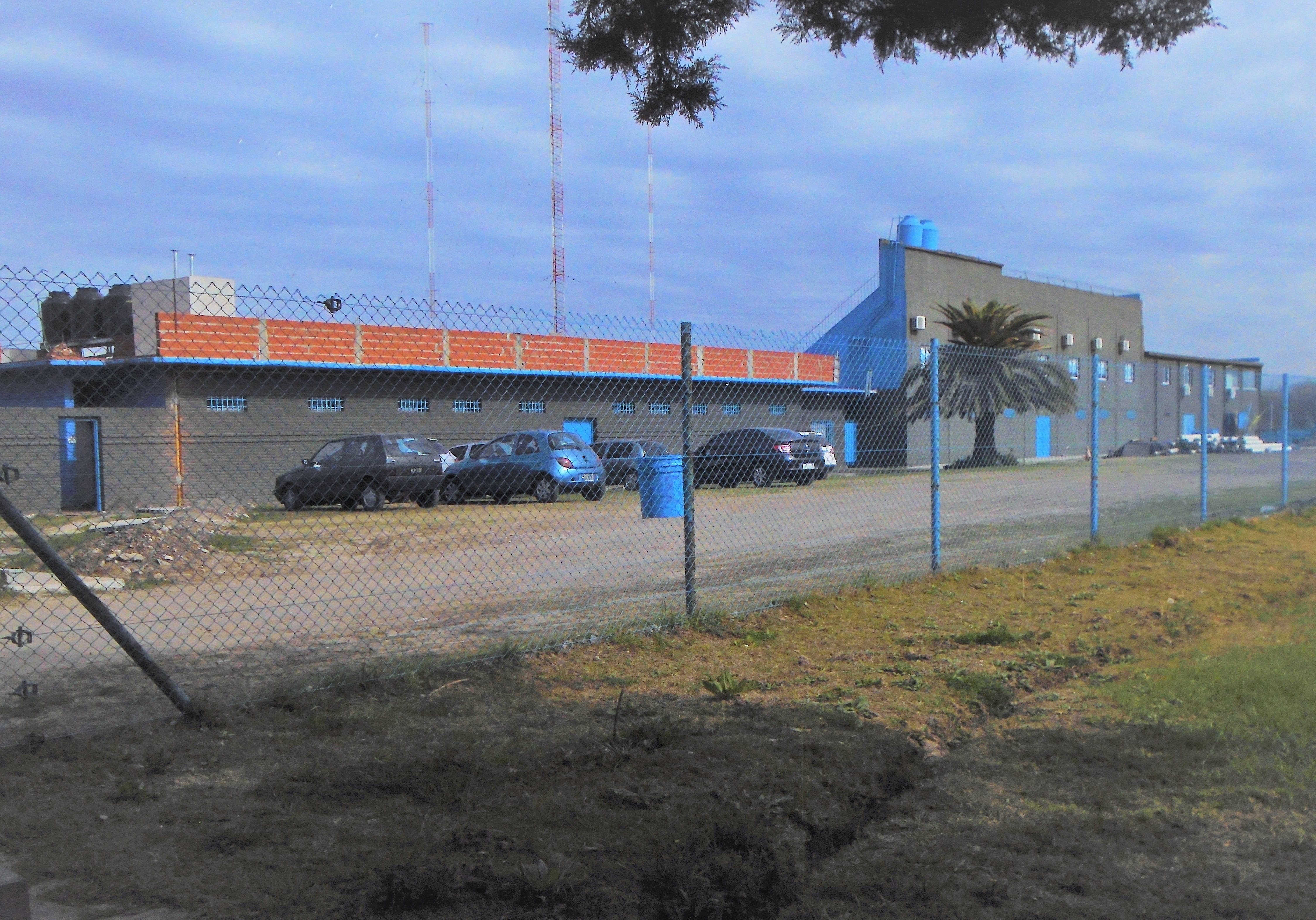
Estadio Ramón Roque Martín, del Club J.J. de Urquiza.

## Fútbol
- Club Censi
- Club Lomas de San Martín
- Punto de Encuentro
- Club Churruca
- Club Nueva Esperanza
- Sociedad de Fomento "Loma Hermosa" - Calle Berlín 1355
- Club Defensores de Loma Hermosa
- Club UCHA
- Club Atlético El Libertador
- Club Unión Cultural
- Sociedad de Fomento 9 de Julio
- Asociación Mutual Unidad y Progreso (AMUP)
- Sociedad de Fomento "Los 40"

## Entretenimiento
- Parque del Bicentenario - Av. Triunvirato casi AU. del Buen Ayre

## Parroquias de la Iglesia católica en Loma Hermosa
| Diócesis   | San Martín                                       |
| ---------- | ------------------------------------------------ |
| Parroquias | Nuestra Señora de Luján del Buen Viaje, San José |